# Israël op het Eurovisiesongfestival 1976

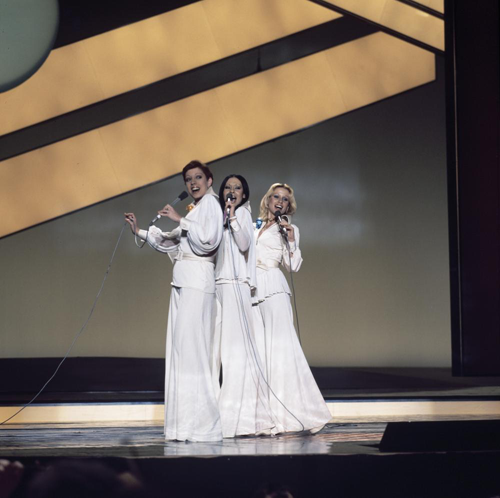
Chocolad Menta Mastik tijdens de repetities voor het Eurovisiesongfestival 1976

Israël deed mee aan het Eurovisiesongfestival 1976 in Den Haag, Nederland. De Israëlische kandidaat werd voor de derde keer op rij intern gekozen. IBA was verantwoordelijk voor de Israëlische bijdrage voor de editie van 1976.

## Selectieprocedure
Voor het vierde jaar op rij werd er gekozen om de kandidaat en het lied intern aan te duiden. IBA, de Israëlische nationale omroep, koos ervoor om Chocolad Menta Mastik te kiezen met het lied Emor shalom.

## In Den Haag
In Den Haag trad Israël op als derde net na Duitsland en voor Luxemburg. Op het einde van de puntentelling bleek dat het als zevende was geëindigd met 77 punten.

### Gekregen punten

#### Finale
| 12 punten | 10 punten | 8 punten                | 7 punten                              | 6 punten                           |
| --------- | --------- | ----------------------- | ------------------------------------- | ---------------------------------- |
|           | - Italië  | - Finland - Joegoslavië | - Luxemburg - Noorwegen - Zwitserland | - Oostenrijk - Verenigd Koninkrijk |
| 5 punten  | 4 punten  | 3 punten                | 2 punten                              | 1 punt                             |
| - België  | - Ierland | - Duitsland             | - Nederland - Portugal                | - Monaco - Spanje                  |

### Punten gegeven door Israël

#### Finale
Punten gegeven in de finale:
| 12 punten | Verenigd Koninkrijk |
| 10 punten | Oostenrijk          |
| 8 punten  | Nederland           |
| 7 punten  | Monaco              |
| 6 punten  | Finland             |
| 5 punten  | Frankrijk           |
| 4 punten  | Zwitserland         |
| 3 punten  | Ierland             |
| 2 punten  | Italië              |
| 1 punt    | België              |

1973 · 1974 · 1975 · 1976 · 1977 · 1978 · 1979 · 1980 · 1981 · 1982 · 1983 · 1984 · 1985 · 1986 · 1987 · 1988 · 1989 · 1990 · 1991 · 1992 · 1993 · 1994 · 1995 · 1996-1997 · 1998 · 1999 · 2000 · 2001 · 2002 · 2003 · 2004 · 2005 · 2006 · 2007 · 2008 · 2009 · 2010 · 2011 · 2012 · 2013 · 2014 · 2015 · 2016 · 2017 · 2018 · 2019 · 2020 · 2021 · 2022 · 2023 · 2024 · 2025
België · Duitsland · Finland · Frankrijk · Griekenland · Ierland · Israël · Italië · Joegoslavië · Luxemburg · Monaco · Nederland · Noorwegen · Oostenrijk · Portugal · Spanje · Verenigd Koninkrijk · Zwitserland